# Karvia
Karvia este o comună din Finlanda.